# Сумерки в Вальмонте
«Су́мерки в Вальмо́нте» (англ. Valemont) — американский мистический телесериал, премьера которого состоялась 21 сентября 2009 года на телеканале MTV. Шесть недель подряд два эпизода длиной две с половиной минуты каждый выходили по вторникам перед реалити-шоу «Голливудские холмы» и после проекта «Город». Заключительные 23 эпизода 35-серийного сериала стали доступны для онлайн-просмотра на MTV.com и V CAST Video от Verizon Wireless, как и фото материалы. В России сериал шел по MTV с 14 августа по 30 октября 2010 года. Шоу содержит музыку ирландской рок-группы «Fight Like Apes».

## Сюжет
Мэгги Грэйсен должна опознать тело своего сгоревшего брата. Она не может поверить, что её брат мертв и решает провести собственное расследование. Она берет имя Софи Филдс и поступает в университет Вальмонт, эксклюзивный и закрытый колледж в Массачусетсе, где её брат учился прежде чем таинственно исчезнуть. Она проникает все глубже в тайны колледжа и выясняет, что многие из студентов на самом деле являются вампирами...

## В ролях
- Кристен Хагер — Мэгги Грэйсен / Софи Филдс
- Эрик Бальфур — Эрик Грэйсен
- Никки Блонски — Поппи
- Джессика Паркер Кеннеди — Беатрис
- Диллон Кейси — Себастьян

## Эпизоды
| №  | Название                                                        | Дата премьеры    |
| -- | --------------------------------------------------------------- | ---------------- |
| 1  | «Family Reunion» «Семейное воссоединение»                       | 21 сентября 2009 |
| 2  | «Back to School» «Снова в школу»                                | 29 сентября 2009 |
| 3  | «The Rules» «Правила»                                           | 6 октября 2009   |
| 4  | «They Call Him the Archangel» «Они называют его „Архангелом“»   | 6 октября 2009   |
| 5  | «Everything Leads to Desmodus» «Все ведет к Дэсмодус»           | 13 октября 2009  |
| 6  | «Sebastian’s Rose» «Роза Себастьяна»                            | 13 октября 2009  |
| 7  | «Capital Punishment» «Наказание»                                | 20 октября 2009  |
| 8  | «The Laundry Room» «Прачечная»                                  | 20 октября 2009  |
| 9  | «It's in Our Blood» «Это в нашей крови»                         | 27 октября 2009  |
| 10 | «Take-Out Date» «Свидание»                                      | 27 октября 2009  |
| 11 | «Breaking & Entering» «Проникновение со взломом»                | 3 ноября 2009    |
| 12 | «Things Are Different at Valemont» «В Вальмонте все по-другому» | 3 ноября 2009    |
| 13 | «They're Vampires, All of Them» «Они вампиры, все они»          | 3 ноября 2009    |
| 14 | «The Sanitarium» «Санаторий»                                    | 3 ноября 2009    |
| 15 | «Are You Sick?» «Ты заболела?»                                  | 3 ноября 2009    |
| 16 | «Secrets, Secrets, Secrets» «Секреты, секреты, секреты»         | 3 ноября 2009    |
| 17 | «The Hemoglobins» «Гемогоблины»                                 | 3 ноября 2009    |
| 18 | «Self Defense» «Самозащита»                                     | 3 ноября 2009    |
| 19 | «Panthera Promise Pin» «Контакт с пантерой»                     | 3 ноября 2009    |
| 20 | «Let Him Go» «Отпусти его»                                      | 3 ноября 2009    |
| 21 | «Hi, Sis» «Привет, сестрёнка»                                   | 6 ноября 2009    |
| 22 | «Human Nature» «Человеческая природа»                           | 6 ноября 2009    |
| 23 | «The Story Continues» «История продолжается»                    | 6 ноября 2009    |
| 24 | «What You Really Are» «Что ты на самом деле»                    | 6 ноября 2009    |
| 25 | «You Are Desmodus» «Ты Дэсмодус»                                | 13 ноября 2009   |
| 26 | «Human Relations 101» «Человеческие отношения 101»              | 13 ноября 2009   |
| 27 | «The Serpentes Mixer» «Змеи»                                    | 13 ноября 2009   |
| 28 | «The Last Hope» «Последняя надежда»                             | 13 ноября 2009   |
| 29 | «Butterfly or Beast» «Бабочка или чудовище»                     | 13 ноября 2009   |
| 30 | «The Vampire Piper» «Вампир Пайпер»                             | 13 ноября 2009   |
| 31 | «Takes One to Make One» «Принимает один, чтобы сделать один»    | 13 ноября 2009   |
| 32 | «The Hunger» «Голод»                                            | 13 ноября 2009   |
| 33 | «Whose Side Are You On?» «На чьей ты стороне?»                  | 13 ноября 2009   |
| 34 | «Seeing in the Dark» «Взгляд во тьму»                           | 13 ноября 2009   |
| 35 | «Just the Beginning» «Только начало»                            | 13 ноября 2009   |

## Релиз DVD
Полный сезон был выпущен в Великобритании 1 ноября 2010 года на двух DVD дисках.